# Arjan Zaimi
Arjan Zaimi (ur. 3 sierpnia 1957 w Tiranie) – albański generał, przedstawiciel Albanii przy NATO, kandydat na prezydenta.
W latach 1972–1976 uczęszczał do szkoły średniej w Peshkopi. W roku 1980 ukończył szkołę wojskową w Tiranie (wydział artylerii polowej). W 1997 przeszedł specjalny kurs wojskowy w Centrum George’a Marshalla. Pracował jako wykładowca w Akademii Obrony (alb. Akademia e Mbrojtjes). W latach 2000–2001 zajmował stanowisko zastępcy szefa sztabu wojskowego. W 2004 został mianowany albańskim ambasadorem przy NATO w Brukseli.
8 lipca 2007 jego kandydatura została wysunięta jako kompromisowa w wyborach prezydenta kraju. Została zaakceptowana zarówno przez rządzącą Partię Demokratyczną jak i opozycyjną Partię Socjalistyczną, ale ostatecznie przegrał w rywalizacji z Bamirem Topim.